# Arjan de Zeeuw
Adrianus Johannes „Arjan“ de Zeeuw (* 16. April 1970 in Castricum) ist ein ehemaliger niederländischer Fußballspieler. Als Innenverteidiger verbrachte er den Großteil seiner Karriere in England und war dabei mit dem FC Barnsley, dem FC Portsmouth und Wigan Athletic für drei Vereine in der Premier League aktiv.

## Sportlicher Werdegang

### Von der niederländischen zweiten Liga in die Premier League
De Zeeuw wurde in Castricum an der Nordseeküste, gelegen in der Provinz Nordholland, geboren und begann seine aktive Fußballerkarriere im Amateurbereich bei Vitesse ’22 und studierte hauptsächlich Medizin. Im Alter von 22 Jahren vollzog er den Schritt zum Profifußballer und schloss sich dem Zweitligisten Telstar 1963 in der nahegelegenen Stadt IJmuiden an. Dort verbrachte er drei Jahre und spielte dann mit dem Gedanken, mit dem Fußball wieder aufzuhören, da er das Gefühl hatte, dass sein Verein einem Wechsel zum Erstligisten FC Utrecht Steine in den Weg legte. Er verwarf das Vorhaben aber und verpflichtete sich für ein weiteres Jahr. Im weiteren Verlauf der Saison 1995/96 bekundete der englische Zweitligist FC Barnsley Interesse an ihm und so wurde man sich im November 1995 für eine Ablösesumme von 250.000 Pfund über einen Transfer einig.
Bereits im folgenden Monat gelang ihm auswärts gegen Ipswich Town (2:2) sein erstes Tor für die „Tykes“. Er entwickelte sich als zentraler Verteidiger schnell zu einem Schlüsselspieler und wurde nach seinem ersten Jahr zum vereinsintern besten Akteur gewählt. In der folgenden Aufstiegssaison 1996/97 verpasste er nur drei von 46 Ligapartien auf dem Weg zur Zweitligavizemeisterschaft. Als der Verein bereits im Jahr darauf wieder aus der Premier League abstieg, standen die Vorzeichen auf Abschied des Niederländers, nachdem er eine Vertragsverlängerung abgelehnt hatte. Es war der Überredungskunst des neuen Trainers John Hendrie zu verdanken, dass er letztlich den Kontrakt doch um ein weiteres Jahr verlängerte. So ging noch ein zusätzliches Jahr in Barnsley ins Land und nach einem Platz in der unteren Tabellenhälfte zog er im Juli 1999 ablösefrei weiter zum Drittligisten Wigan Athletic.

### Wigan Athletic & FC Portsmouth
Bei den „Latics“ stabilisierte er die Abwehr als feste Größe im Zentrum und wurde gleichsam in den Spielzeiten 2000/01 und 2001/02 in die Mannschaft des Jahres (PFA Team of the Year) gewählt. Der anvisierte Aufstieg wurde jedoch stets verpasst und so zog er im Sommer 2002 nach Vertragsende ablösefrei weiter eine Spielklasse höher zum FC Portsmouth. Hier war er – wie sieben Jahre zuvor in Barnsley – ein wichtiger Faktor auf dem Weg zum Aufstieg 2003 in die Premier League und bestritt 38 von 46 Ligapartien. Der zweite Anlauf in der höchsten englischen Liga war von größerem Erfolg gekrönt, indem in den folgenden beiden Jahren jeweils die Klasse gehalten werden konnte. Nach dem ersten Jahr wählten in die eigenen Anhänger zum besten Spieler und nach dem Abgang von Teddy Sheringham zu West Ham United erhielt er die Kapitänsrolle, die um so wichtiger war, da im Verlauf der Saison durch den plötzlichen Abschied von Trainer Harry Redknapp zusätzliche Unruhe aufgekommen war. Mit Redknapps Nachfolger Alain Perrin überwarf sich de Zeeuw im Sommer 2005, da dieser keine Einsatzgarantie aussprechen wollte, und kehrte für 90.000 Pfund zu Wigan Athletic zurück. Die Anhängerschaft von „Pompey“ kritisierte den Verlust des ehemaligen Kapitäns stark, da de Zeeuw sinnbildlich für Stabilität und besser als erwartete Platzierungen in der Premier League gestanden hatte und sogar in einem TV-Interview Lob vom englischen Premierminister Tony Blair erhalten hatte. Ausdruck seiner Professionalität war im November 2004 die Reaktion auf eine unfaire Aktion von El Hadji Diouf, der ihn anspuckte und de Zeeuw dieser Provokation standhielt. Diouf entschuldigte sich später für sein Verhalten, während de Zeeuw im Spiel gegen die Bolton Wanderers noch den 1:0-Siegtreffer erzielte.
Wigan Athletic hatte es mittlerweile selbst bis in die Premier League geschafft und nach einem stabilen ersten Jahr hatte de Zeeuw in seiner zweiten Saison 2006/07 zunehmend mit Blessuren zu kämpfen, so dass er im Mai 2007 den Klub wieder verließ. Höhepunkt war sein Startelfauftritt als Kapitän im Finale des 2006er Ligapokals, das mit 0:4 gegen den großen Favoriten Manchester United verloren ging. Im Juni 2007 wurde bekannt gegeben, dass de Zeeuw einen Einjahresvertrag beim Zweitligisten Coventry City unterschrieben hatte.

### Letzte Karrierejahre
Nach einer Verletzung in der Saisonvorbereitung musste er knapp zwei Monate pausieren, bevor er Mitte September 2007 für Coventry gegen Bristol City (0:3) debütierte. Die Saison 2007/08 verlief durchwachsen und endete nur knapp „über dem Strich“ mit dem Klassenerhalt. Frühzeitig wurde darüber spekuliert, dass de Zeeuw einer von acht Spielern sei, mit denen nicht mehr weiter geplant würde und so entschied sich der neue Trainer Chris Coleman für den Abgang des niederländischen Routiniers. Dieser kehrte in die niederländische Heimat zurück und ließ die aktive Laufbahn bei ADO ’20 in Heemskerk ausklingen.
Nach dem Ende seiner Karriere im Jahr 2009 begann de Zeeuw in Alkmaar als Detektiv im Spezialgebiet Forensik zu arbeiten.

## Titel/Auszeichnungen
- PFA Team of the Year (2): 2000/01, 2001/02 (jeweils 3. Liga)